# Saint-Jean-d'Aigues-Vives

Saint-Jean-d'Aigues-Vives este o comună în departamentul Ariège din sudul Franței. În 1 ianuarie 2022 avea o populație de 370 de locuitori.